# Enikő Csukovits
Enikő Csukovits (Szombathely, Hungría, 20 de julio de 1961) es una historiadora y profesora universitaria húngara.

## Biografía
Es la hija de Béla Csukovits y Mária Varga. Entre 1979 y 1984 fue estudiante de la Facultad de Derecho de la Universidad Eötvös Loránd de Budapest. Entre 1984 y 1985 trabajó en la Inspección de Monumentos Nacionales. Entre 1986 y 1994 trabajó en el Archivo Nacional Húngaro. Desde 1994 es investigadora asociada del Instituto de Historia de la Academia Húngara de Ciencias. Desde 1997 imparte docencia en la Universidad Reformada Károli Gáspár. Sus intereses de investigación incluyen la historia húngara de los siglos XIV y XV, así como la historia social y cultural.

## Vida personal
Se casó con el historiador István Tringli en 1985. Tuvieron un hijo, András (1988).

## Obras
- Királyi gyermekek – gyermeki királyok (1993)
- A Kárpát-medence várai (1996)
- Liliom és holló (1997)
- Középkori magyar zarándokok (2003)
- Mátyás és a humanizmus; szerk. Csukovits Enikő; Osiris, Bp., 2008 (Nemzet és emlékezet)
- L'Ungheria angioina; szerk. Csukovits Enikő; Viella, Roma, 2013
- Magyarországról és a magyarokról. Nyugat-Európa magyar-képe a középkorban; MTA BTK Történettudományi Intézet, Bp., 2015 (Magyar történelmi emlékek. Értekezések)